# FMM Festival das Musicas do Mundo

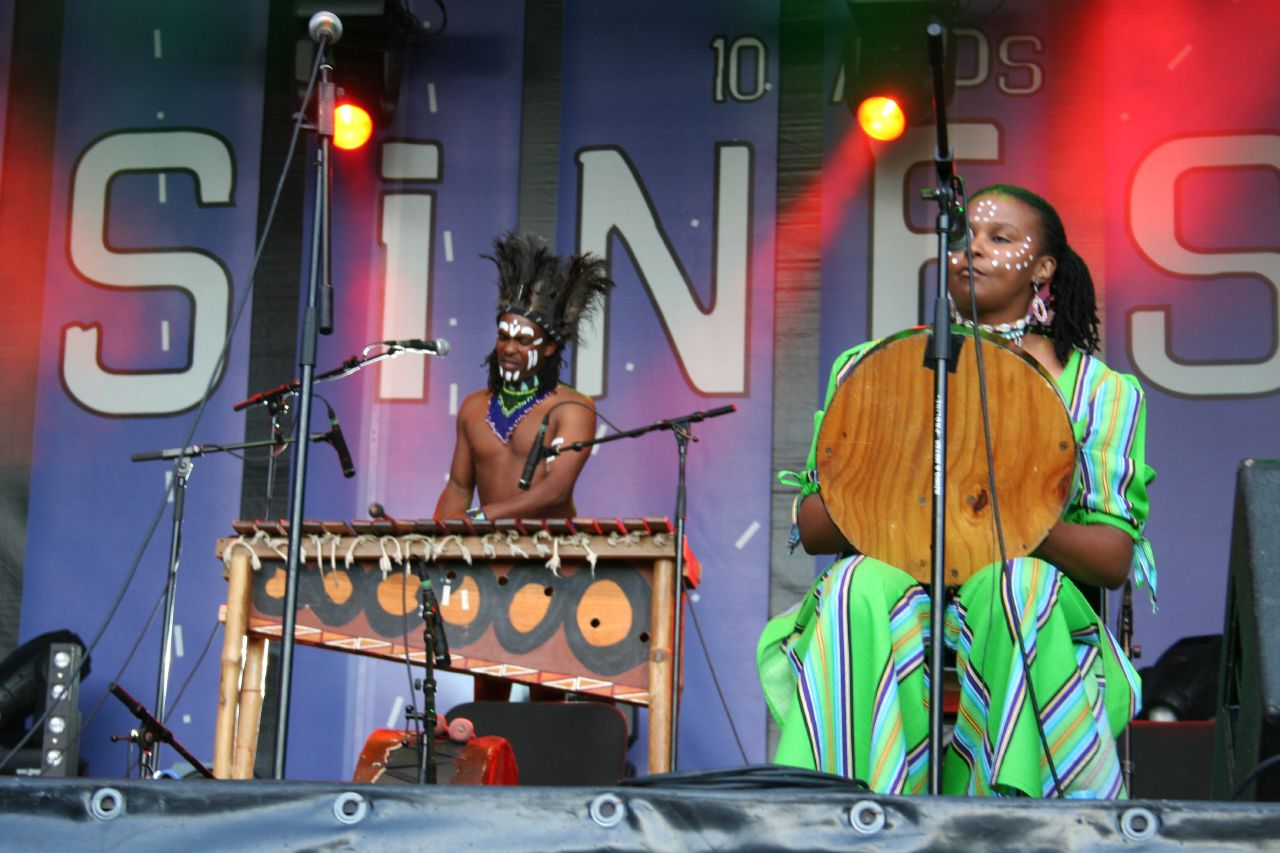
FMM Sines 2008

Das FMM Festival Musicas do Mundo in der portugiesischen Stadt Sines ist eine der größten Weltmusik-Veranstaltungen auf der iberischen Halbinsel. Im Jahre 2008 feierte das Festival sein 10-jähriges Jubiläum. Zwischen 80 000 und 90 000 Zuschauer besuchten zu diesem Anlass im Juli des Jahres das Festival. Auf mehreren Bühnen in der Stadt Sines und im Nachbarort Porto Covo stellten sich in einem Zeitraum von 10 Tagen über 30 Musikgruppen und Solisten vor. Das Festival wird von der Stadtverwaltung von Sines organisiert. Neben Weltmusik-Interpreten werden auch Jazz-, Folk-, Blues-, Tango- und Reggaemusiker aus aller Welt eingeladen. Das Publikum ist meist jung, umfasst aber auch ältere musikinteressierte Besucher aus dem In- und Ausland und interessierte Einheimische aus der Umgebung.
Neben der Hauptbühne in der Burg Castelo de Sines, die 7000 Zuschauern Platz bietet, gibt es auch Bühnen am Strand Vasco da Gama (für bis zu 15 000 Zuschauer), in Porto Covo – einem benachbarten Fischerort – für bis zu 8000 Zuschauer sowie im Kunstzentrum von Sines mit einem Auditorium für 200 Zuschauer und einer Außenbühne für weitere 300 Zuschauer. Seit 1999 haben beim FFM 297 Konzerte mit insgesamt über 600 000 Zuschauern stattgefunden. Neben den Konzerten mit Eintrittspreis werden auch kostenlose Konzerte angeboten.
Die Hauptbühne befindet sich auf dem Gelände der historischen Burg von Sines. Hier feiern die Zuschauer seit Jahren die Höhepunkte des Festivals. Das FMM Festival wurde von Fachzeitschriften wie dem britischen Songlines Magazine schon mehrfach zu den besten Weltmusikfestivals Europas gezählt.

## Liste der Auftritte seit 1999

### 1999
Im ersten Jahr gab es nur Shows im Castelo de Sines:
- Clã
- Carlos Núñez
- Corvos (grupo musical)
- Abed Azrié
- Opus Ensemble
- Carlos Martins
- Sonny Fortune

### 27. bis 29. Juli 2000
Im Castelo von Sines – 8000 Zuschauer

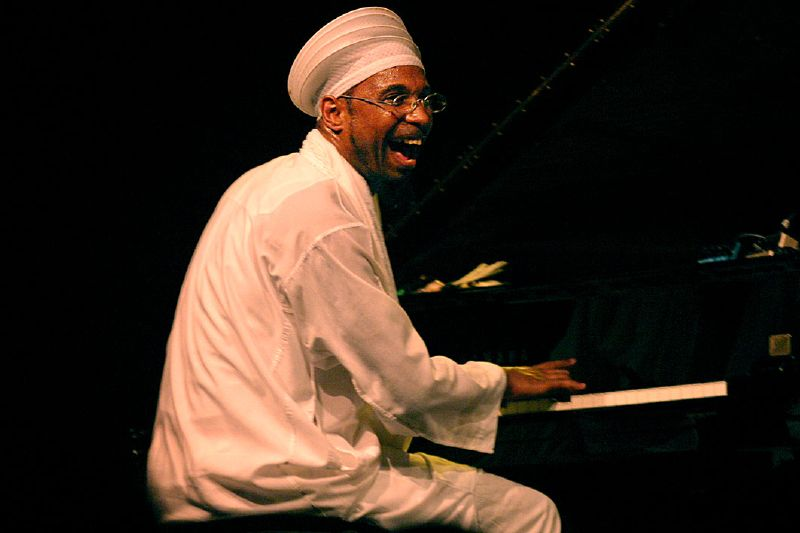
Omar Sosa

- Adufe
- Dieuf Dieul
- Trio Esquina + Sandra Rumolino
- Sivan Perwer
- Omar Sosa Sextet
- Shemekia Copeland Blues Band

### 26. bis 28. Juli 2001
Im Castelo von Sines – 10.000 Zuschauer
- Brigada Victor Jara
- Bal Tribal
- Carmen Linares
- Taraf de Haïdouks
- Andrea Marquee
- Johnny Dyani
- Black Uhuru

### 25. bis 27. Juli 2002
Im Castelo von Sines – 15.000 Zuschauer
- Cristina Branco
- Hedningarna
- David Murray Big Band
- Los de Abajo
- Popa Chubby
- Yat-Kha
- Mabulu

### 24. bis 26. Juli 2003

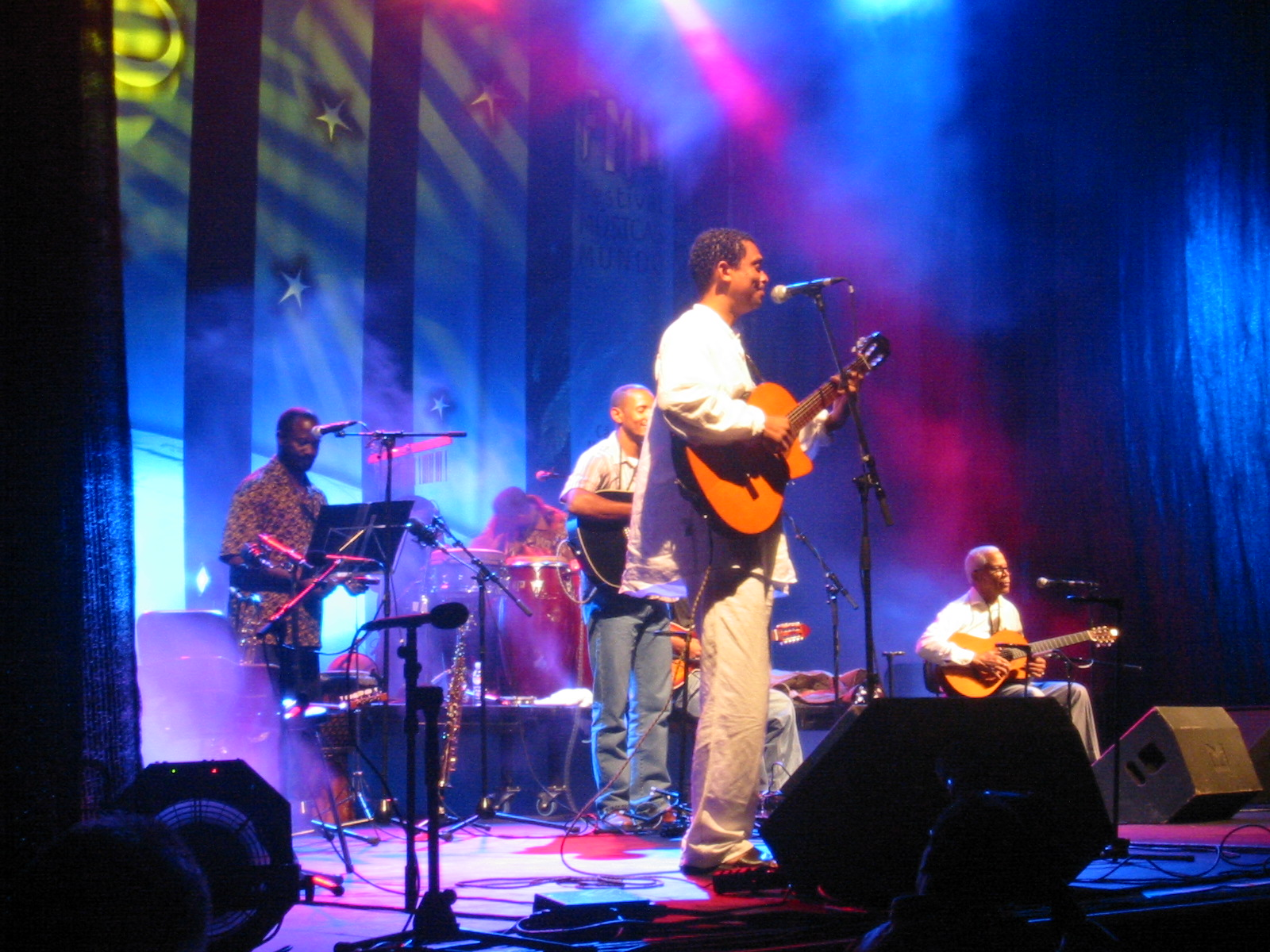
Gruppe Simentera von den Kapverden beim FMM in Sines 2003

Im Castelo de Sines – 20.000 Zuschauer
- Danças Ocultas
- Simentera
- Mahwash & Ensemble Kaboul
- Mahotella Queens
- Totonho & os Cabra
- Kronos Quartet
- Kad Achouri
- The Skatalites

### 29. bis 31. Juli 2004

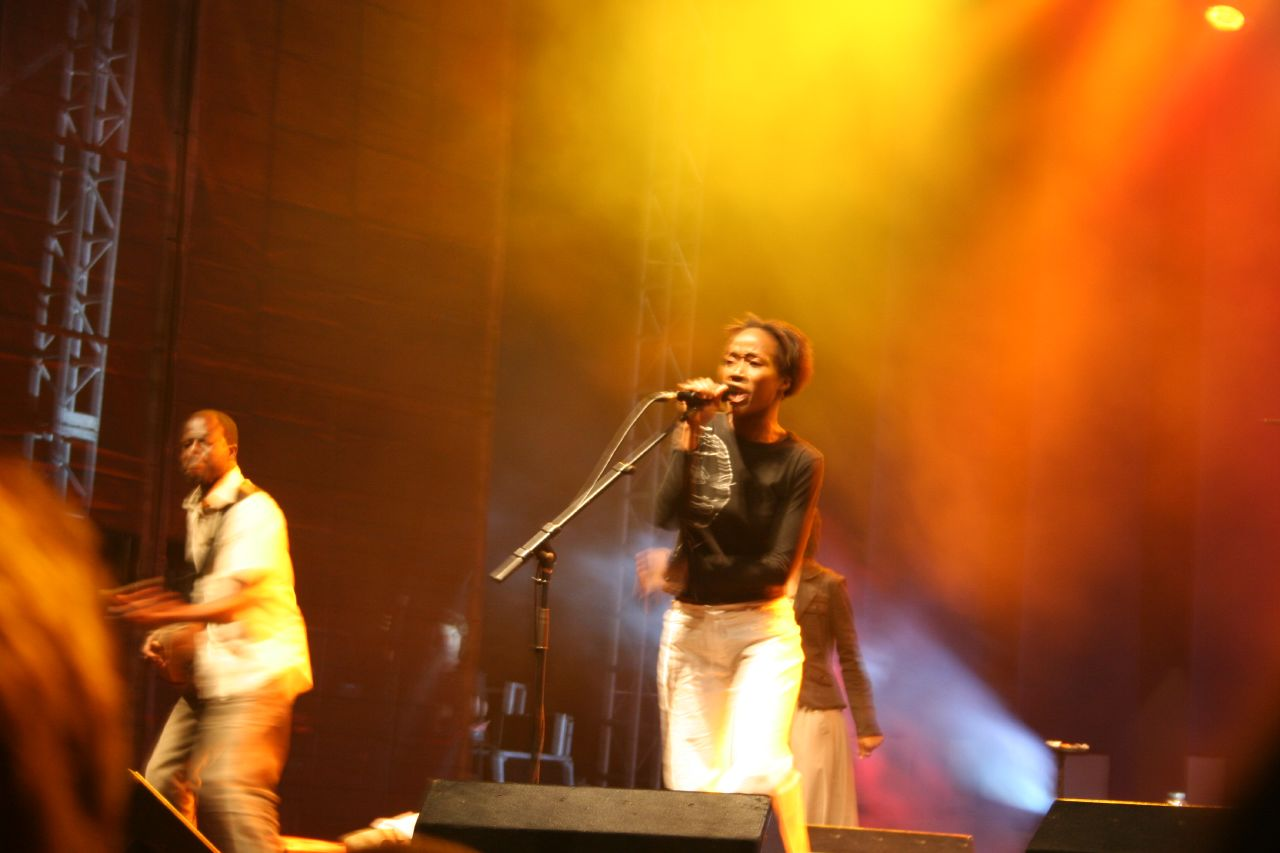
Rokia Traoré beim FMM Festival das Musicas do Mundo in Sines Portugal 2008

Auf drei Bühnen: Castelo, Capela da Misericórdia e Av. Praia (Sines) – 24.000 Zuschauer
- Ronda dos Quatro Caminhos
- Warsaw Village Band
- Savina Yannatou
- David Murray
- Tom Zé
- Septeto Roberto Rodriguez
- Rokia Traoré
- Femi Kuti

### 28. bis 30. Juli 2005
Auf vier Bühnen: Castelo, Capela da Misericórdia e Av. Praia, Porto Covo – 27.000 Zuschauer
- 34 Puñaladas

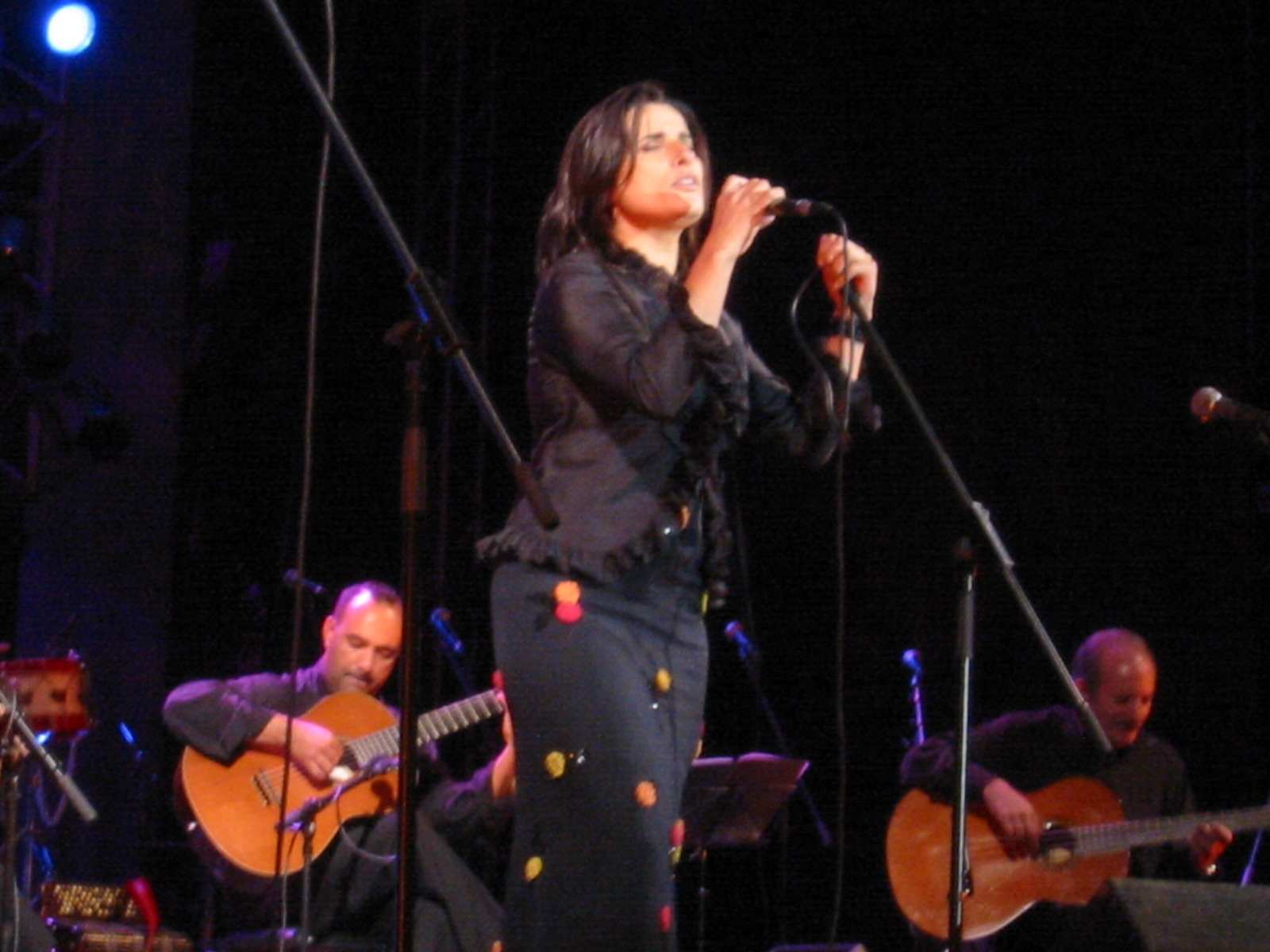
Cristina Branco beim FMM 2005

- Cristina Branco + Brigada Victor Jara + Segue-me à Capela
- Ljiljana Buttler & Mostar Sevdah Reunion
- Amadou & Mariam
- Mahala Raï Banda
- Lula Pena
- Marc Ribot & The Young Philadelphians
- Astrid Hadad
- Hermeto Pascoal
- Ba Cissoko
- Samurai 4
- The Master Musicians of Jajouka
- KTU
- Kíla
- Konono Nº1

### 21. bis 29. Juli 2006

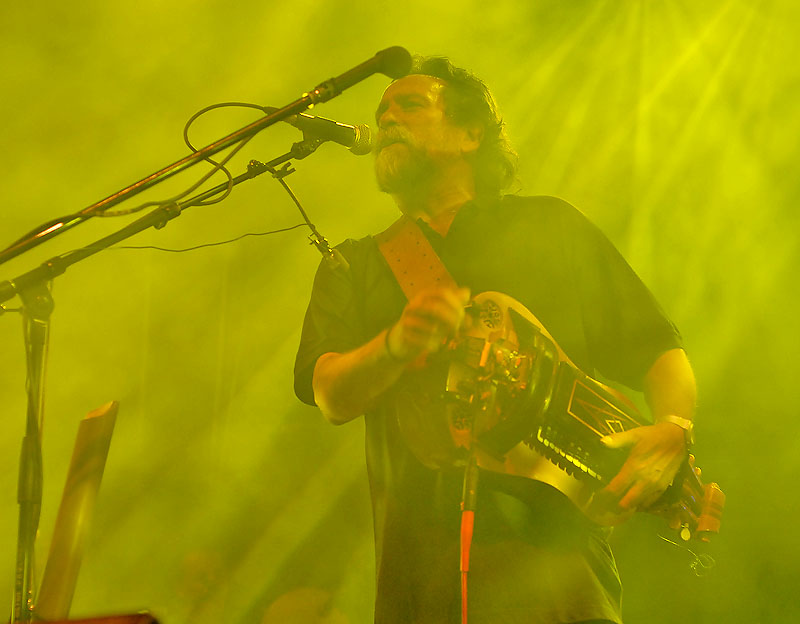
Gaiteiros de Lisboa beim FMM in Sines 2006

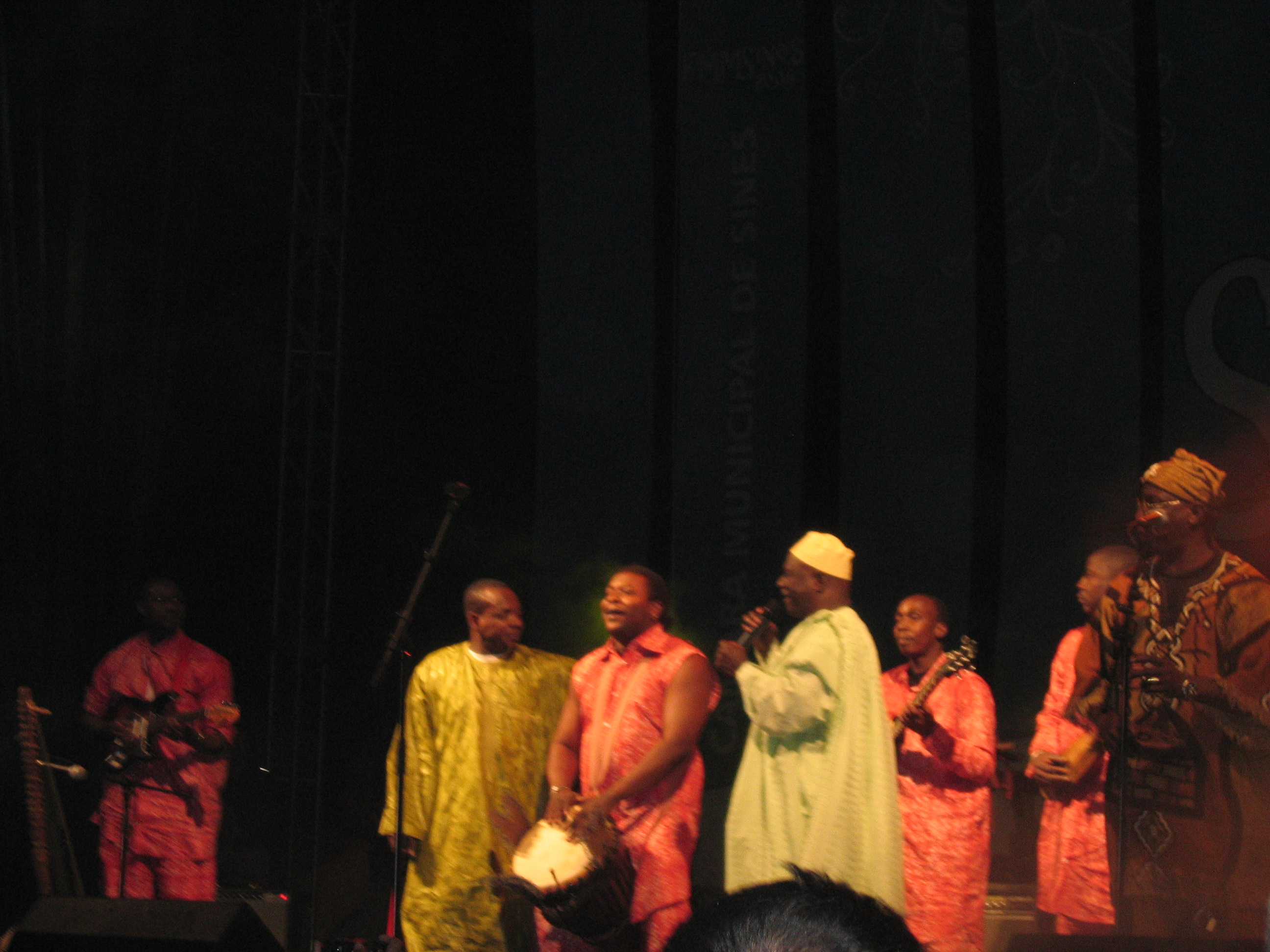
Toumani Diabaté beim FMM Festival in Sines 2006

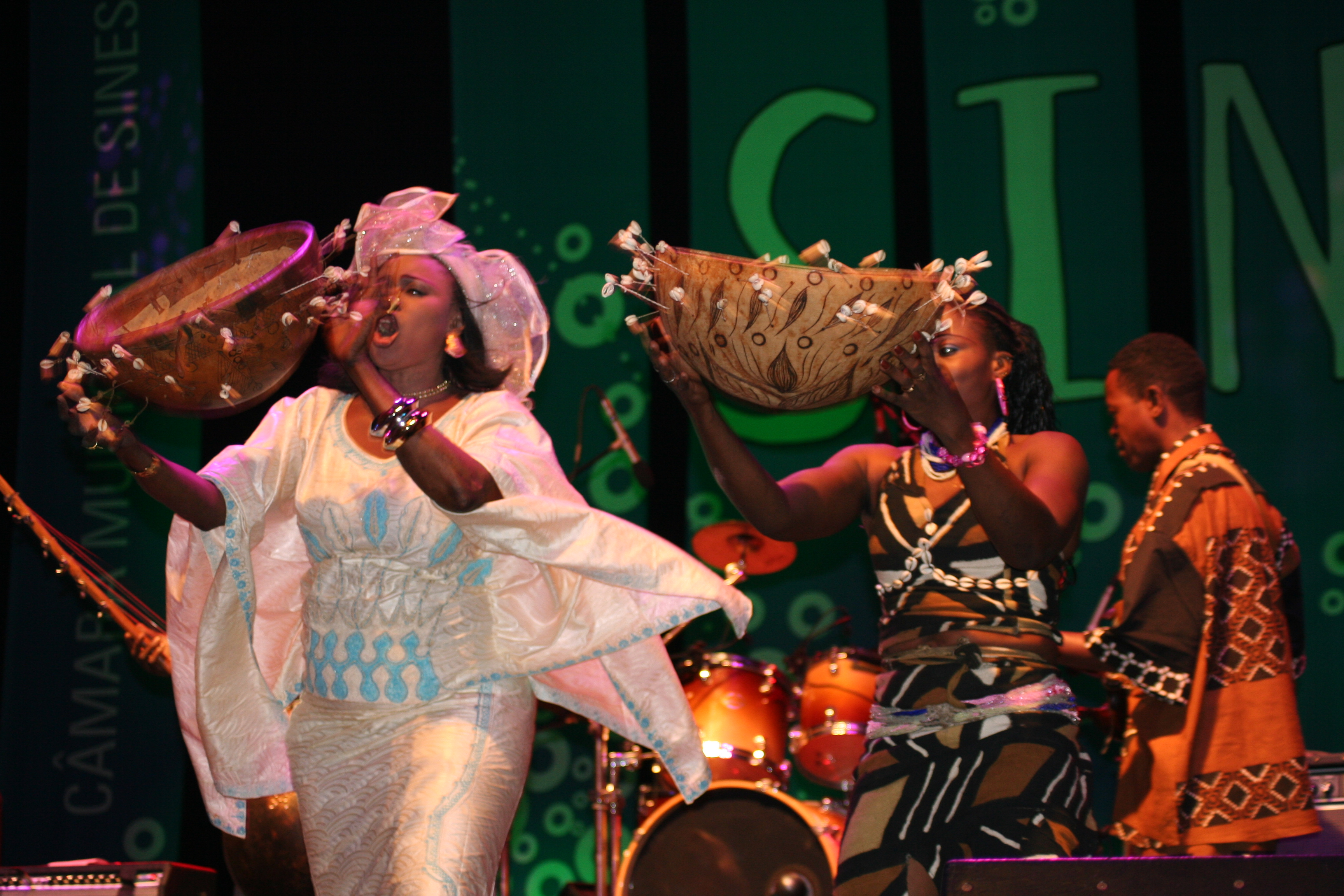
Oumou Sangaré beim FMM Festival in Sines 2007

Auf vier Bühnen: Castelo, Av. Praia, Centro de Artes Sines, Porto Covo – 50.000 Zuschauer
- Francis Hime
- Mayra Andrade
- Buraka Som Sistema
- Boris Kovac & La Campanella
- Actores Alidos
- Vaguement la Jungle
- Dazkarieh
- Eliseo Parra
- Da Jam Band
- Jacques Pellen „Celtic Procession“
- K’naan
- Ensemble JER – Os Plásticos de Lisboa
- Vusi Mahlasela
- Gaiteiros de Lisboa
- Trio Rabih Abou-Khalil & Joachim Kühn
- Toumani Diabaté & Symmetric Orchestra
- Alamaailman Vasarat
- Nuru Kane & Bayefall Gnawa
- Farida & Iraqi Maqam Ensemble
- The Bad Plus
- Trilok Gurtu & The Misra Brothers
- Tony Allen
- Fruit Music
- Mariem Hassan
- Värttinä
- Cordel do Fogo Encantado
- Seun Kuti & Egypt 80
- Ivo Papasov & His Wedding Band

### 20. bis 28. Juli 2007

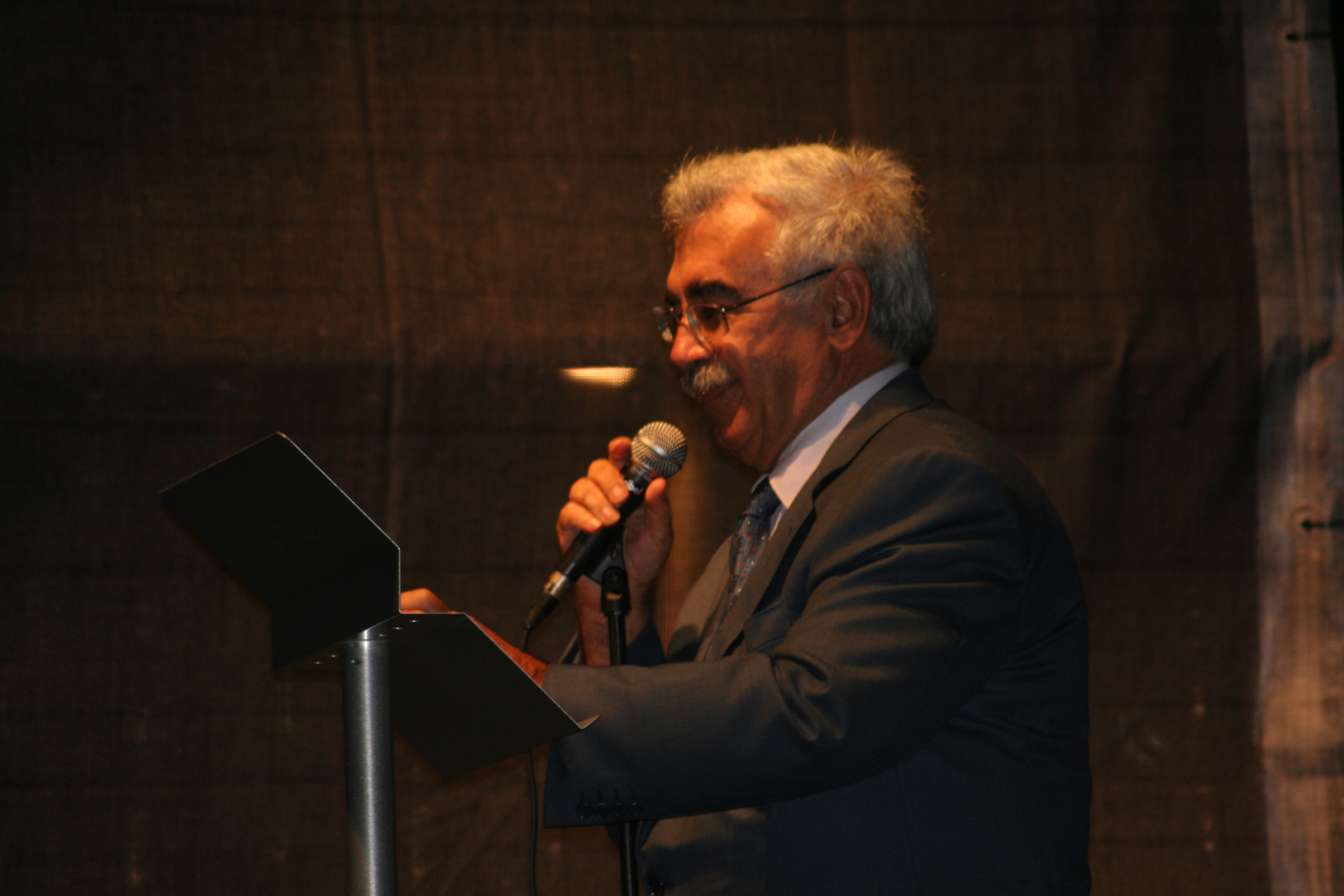
Der Präsident des Landkreises Sines eröffnet die FMM 2007

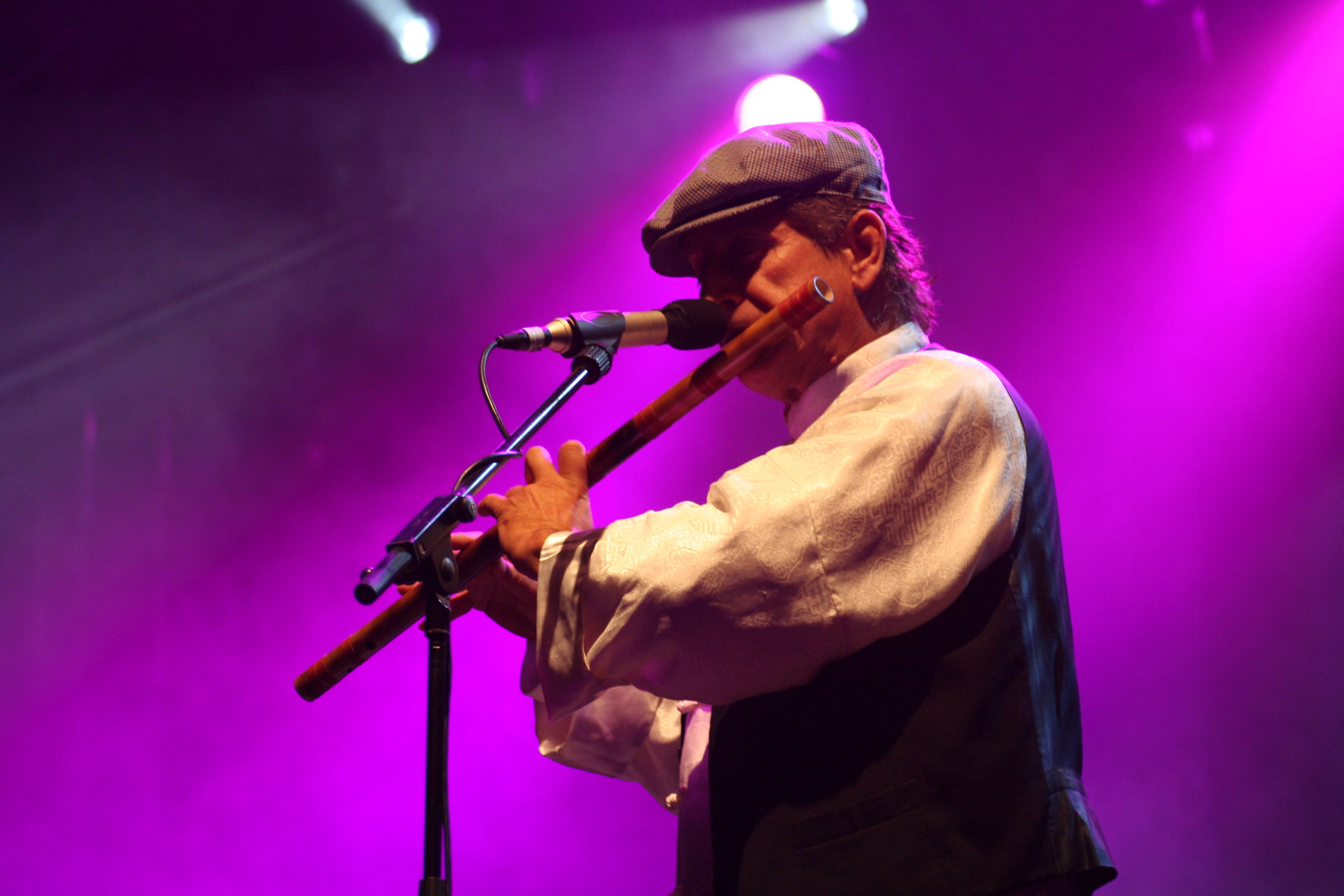
Rão Kyao in Porto Covo beim FMM 2007

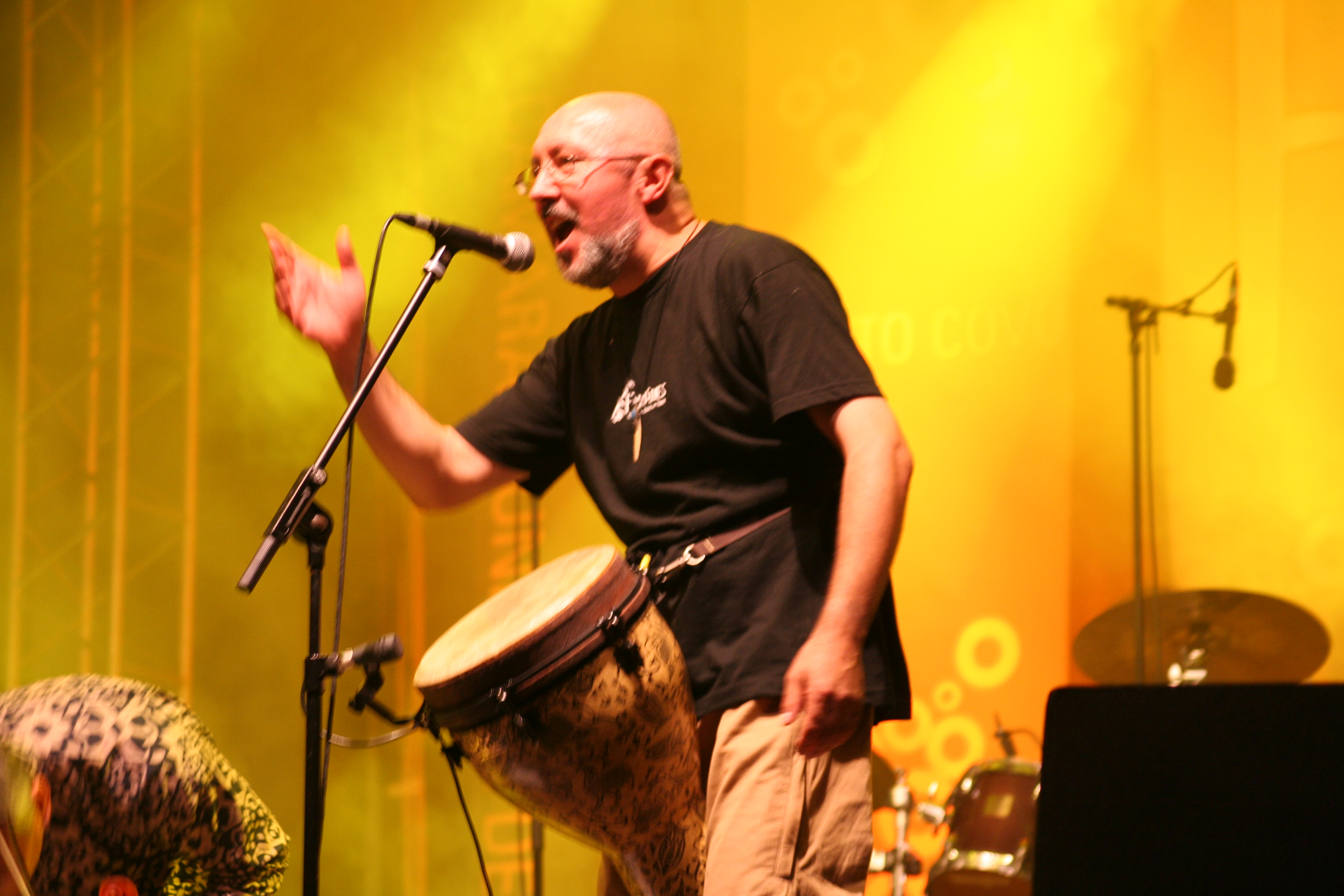
Die Gruppe Djabé aus Ungarn beim FMM 2007

Auf vier Bühnen: Castelo, Av. Praia, Centro de Artes Sines, Porto Covo – 75.000 bis 80.000 Zuschauer
- Galandum Galundaina
- Darko Rundek & Cargo Orkestar
- Etran Finatawa
- Don Byron plays Junior Walker
- Mamani Keita & Nicolas Repac
- Deti Picasso
- Djabé
- Rão Kyao & Karl Seglem
- Haydamaky
- Marcel Kanche
- Ttukunak
- Lula Pena
- Jacky Molard Acoustic Quartet
- Hypnotic Brass Ensemble
- Trilok Gurtu Band
- Bellowhead
- Oumou Sangaré
- Oki Dub Ainu Band
- Harry Manx
- Carlos Bica & Trio Azul com DJ Ill Vibe
- Tartit
- Mahmoud Ahmed
- Bitty McLean & The Homegrown Band
- Aronas
- Hamilton de Holanda Quinteto
- World Saxophone Quartet „Political Blues“
- Rachid Taha
- La Etruria Criminale Banda
- Norkst
- Erika Stucky & Roots of Communication
- K’naan
- Gogol Bordello
- Señor Coconut & His Orchestra feat. Argenis Brito

### 17. bis 26. Juli 2008
Auf fünf Bühnen: 85.000 bis 90.000 Zuschauer
- Siba e a Fuloresta (Brasilien)
- Bassekou Kouyaté & Ngoni Ba (Mali)

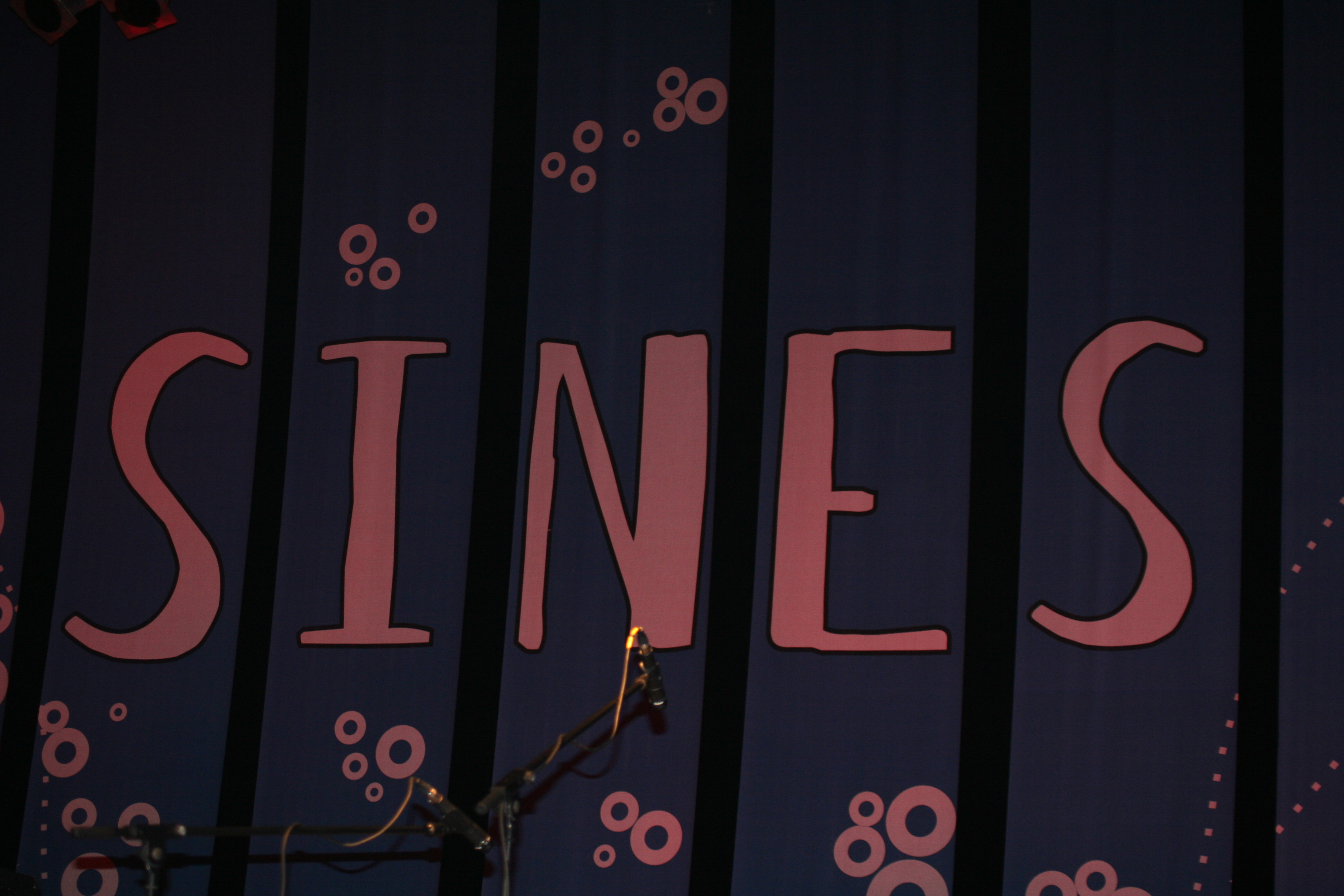
FMM in Sines/Portugal 2008

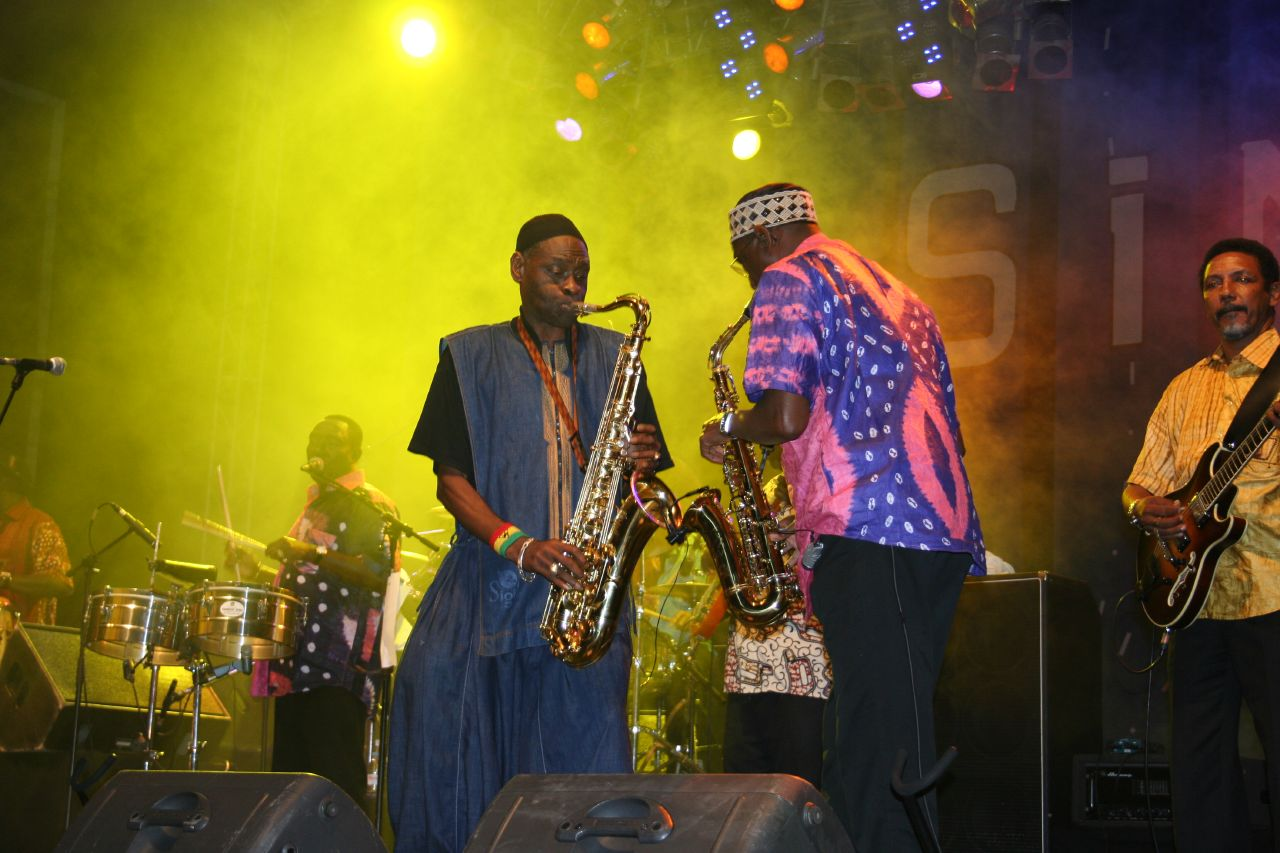
Orchestra Baobab in Sines/Portugal 2008

- Serra-Lhe Ai!!! & os Rosales (Galicien in Spanien)
- A Naifa (Portugal)
- Herminia (Kapverden)
- Hazmat Modine (USA)
- Flat Earth Society Meets Jimi Tenor
- The Last Poets (USA)
- Enzo Avitabile & Bottari (Italien)
- Danças Ocultas (Portugal)
- Asha Bhosle (Indien)
- A Tribute to Andy Palacio Feat. Special Guests (Belize/Honduras)
- Danae (Portugal)
- Moskow Art Trio (Russland/Norwegen)
- Lo Cor De La Plana (Okzitanien in Frankreich)
- Dead Combo (Portugal)
- Iva Bittová (Tschechische Republik)
- Moriarty (USA/Frankreich)
- Waldemar Bastos (Angola)
- Vinicio Capossela (Italien)
- Justin Adams & Juldeh Camara (Großbritannien/Gambia)
- Anthonz Joseph & the Spasm Band feat. Joe Bowie (Trinidad/Großbritannien/USA)
- Mandrágora & SPECIAL GUESTS (Portugal/Großbritannien)
- Marful “SALÓN DE BAILE” (Galicien)
- Gerald Toto, Richard Bona, Lokua Kanza (Französische Antillen/Kamerun/DR Kongo)
- Orchestra Baobab (Senegal)
- Silvério Pessoa (Brasilien)
- Toubab Krewe (USA)
- Rachel Unthank & The Winterset (Großbritannien)
- Faiz Ali Faiz (Pakistan)
- KTU (Finnland/USA)
- Cui Jian (China)
- Firewater (USA)
- Nortec Collective Presents Bostich and Fussible (Mexiko)
- The Dizu Plaatjies’ Ibuyambo Ensemble (Südafrika)
- Koby Israelite (Israel / Großbritannien)
- Rokia Traoré (Mali/Frankreich)
- Doran – Stucky – Studer – Tacuma (Irland/Schweiz/USA)
- Jean-Paul Bourelly Meets Melvin Gibbs & Will Calhoun (USA)
- Boom Pam (Israel)

### 16. bis 25. Juli 2009
Auftritte auf fünf Bühnen mit 80.000 bis 90.000 Zuschauern
- O’Questrada (Portugal)
- Rupa & the April Fishes (USA)
- Circo Abusivo (Italien)
- Victor Démé (Burkina Faso)
- The Ukrainians (Großbritannien)

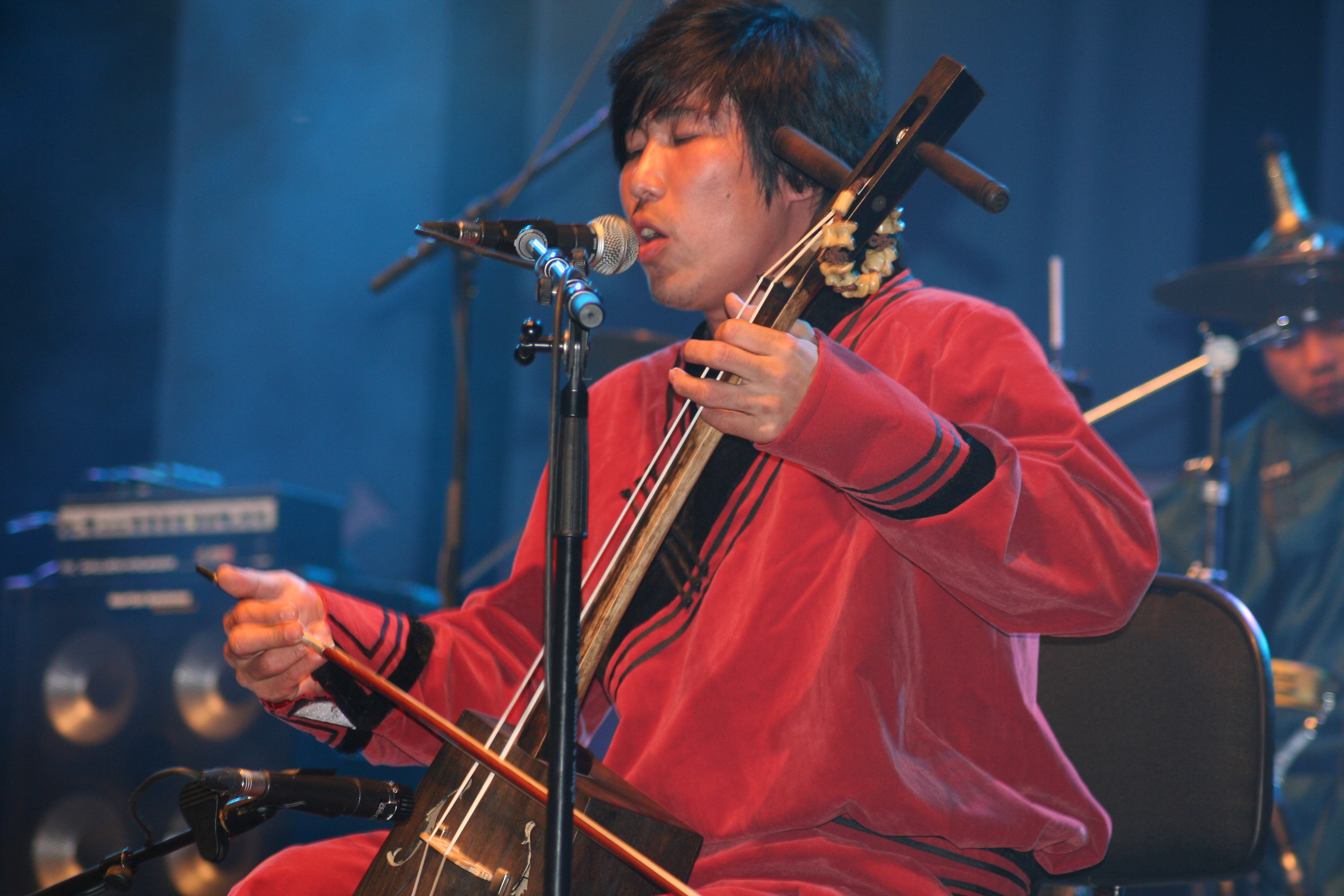
Gruppe Hanggai aus China beim FMM 2009

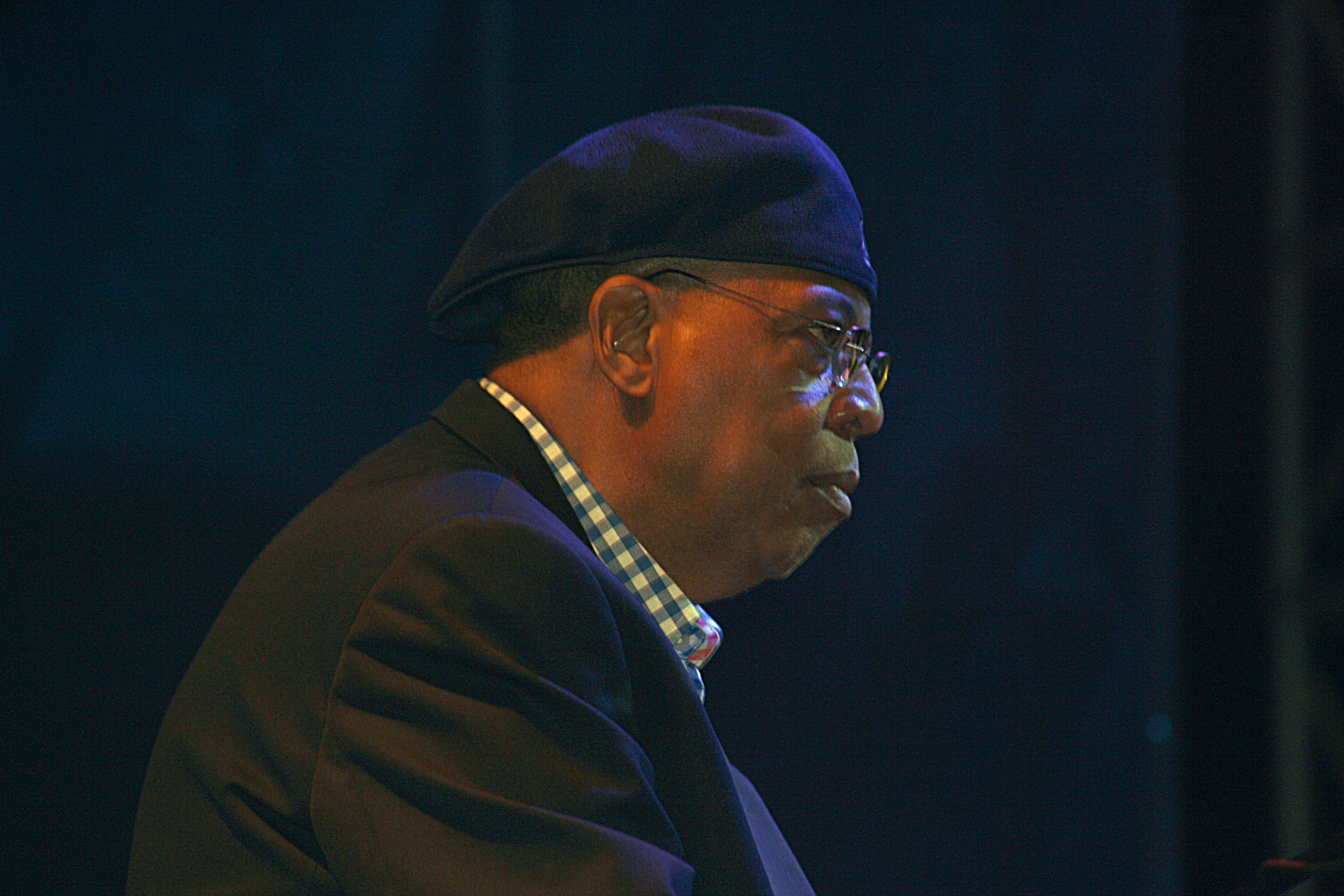
Chuchu Valdes beim FMM Festival in Sines Portugal 2009

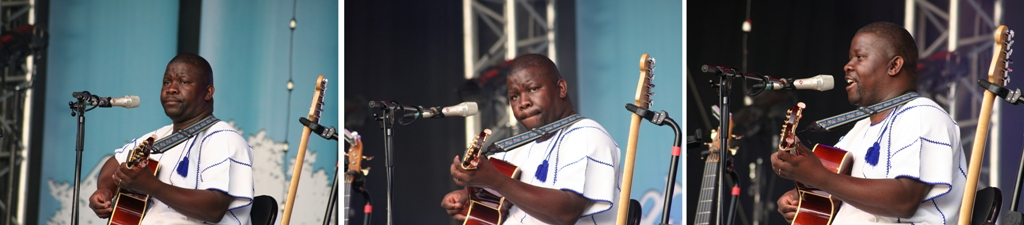
Manecas Cost beim FMM Festival in Sines Portugal 2009

- Dele Sosimi Afrobeat Orchestra (Nigeria/Großbritannien)
- Wyza (Angola)
- Orquesta Típica Fernández Fierro (Argentinien)
- Daara J Family (Senegal)
- Mor Karbasi (Israel)
- Portico Quartet (Großbritannien)
- Corneliu Stroe & Aromanian Ethno Band (Rumänien)
- Carmen Souza (Portugal/Kapverden)
- Trilhos – Novos caminhos da guitarra portuguesa (Portugal)
- Janita Salomé (Portugal)
- Uxía (Galicien)
- Acetre (Extremadura)
- L’Enfance Rouge (Frankreich/Italien/Tunesien)
- Assobio (Portugal)
- Alô Irmão! – Narf & Manecas Costa (Galicien/Guinea-Bissau)
- Hanggai (China)
- Chucho Valdés Big Band (Kuba)
- Kasaï Allstars (DR Kongo)
- Damily (Madagaskar)
- Paulo Sousa (Portugal)
- Njava (Madagaskar)
- Warsaw Village Band (Polen)
- Debashish Bhattacharya (Indien)
- Cyro Baptista „Beat the Donkey“ (Brasilien/USA)
- Chicha Libre (USA)
- Melech Mechaya (Portugal)
- Bibi Tanga & The Selenites (Zentralafrikanische Republik/Frankreich)
- James Blood Ulmer (USA)
- Alamaailman Vasarat (Finnland)
- Lee „Scratch“ Perry (Jamaika)
- Speed Caravan (Algerien/Frankreich)

### 28. bis 31. Juli 2010
Auftritte auf vier Bühnen mit 80.000 bis 90.000 Zuschauern

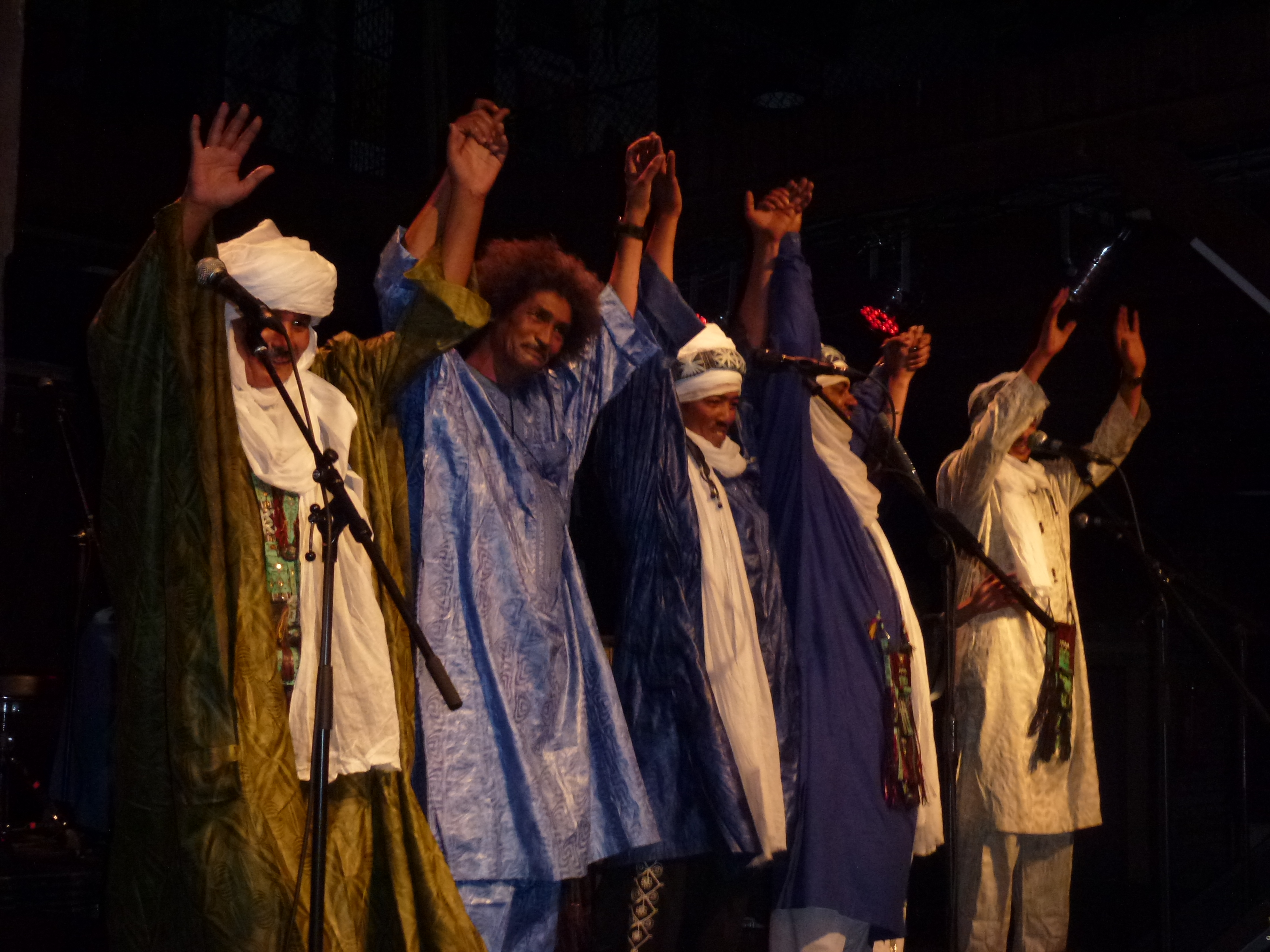
Tinariwen beim FMM Festival das Musicas do Mundo in Sines Portugal 2010

- Staff Benda Bilili (DR Kongo), Best group der Songlines Music Awards 2010
- The Mekons (Großbritannien/USA)
- Grupo Fantasma (USA)
- Forro in the Dark (Brasilien)
- Lole Montoya (Spanien)
- Yasmin Levy (Israel)
- Sa Dingding (China)
- Céu (Brasilien)
- Novalima (Peru)
- Las Rubias del Norte (USA)
- Vitorino e Janita Salomé com Grupo de Cantadores de Redondo (Portugal)
- Cacique’97 (Mosambik/Portugal)
- Nat King Cole en Espagnol (USA/Kuba/Portugal)
- 34 Puñaladas (Argentinien)
- Wimme (Finnland)
- N’Diale – Jacky Molard Quartet & Founé Diarra Trio (Mali)
- Kimi Djabaté (Guinea-Bissau)
- The Rodeo (Frankreich)
- Barbez (USA)
- Sa Dingding (China)
- Tinariwen (Mali)
- Bailarico Sofisticado convida Selecta Alice (Portugal)
- Guadi Galego (Galicien)
- Galaxy (Osttimor)
- Cheick Tidiane Seck feat. Mamani Keita (Mali)
- U-Roy (Jamaika)
- Batida (Portugal/Angola)

### 22. bis 30. Juli 2011

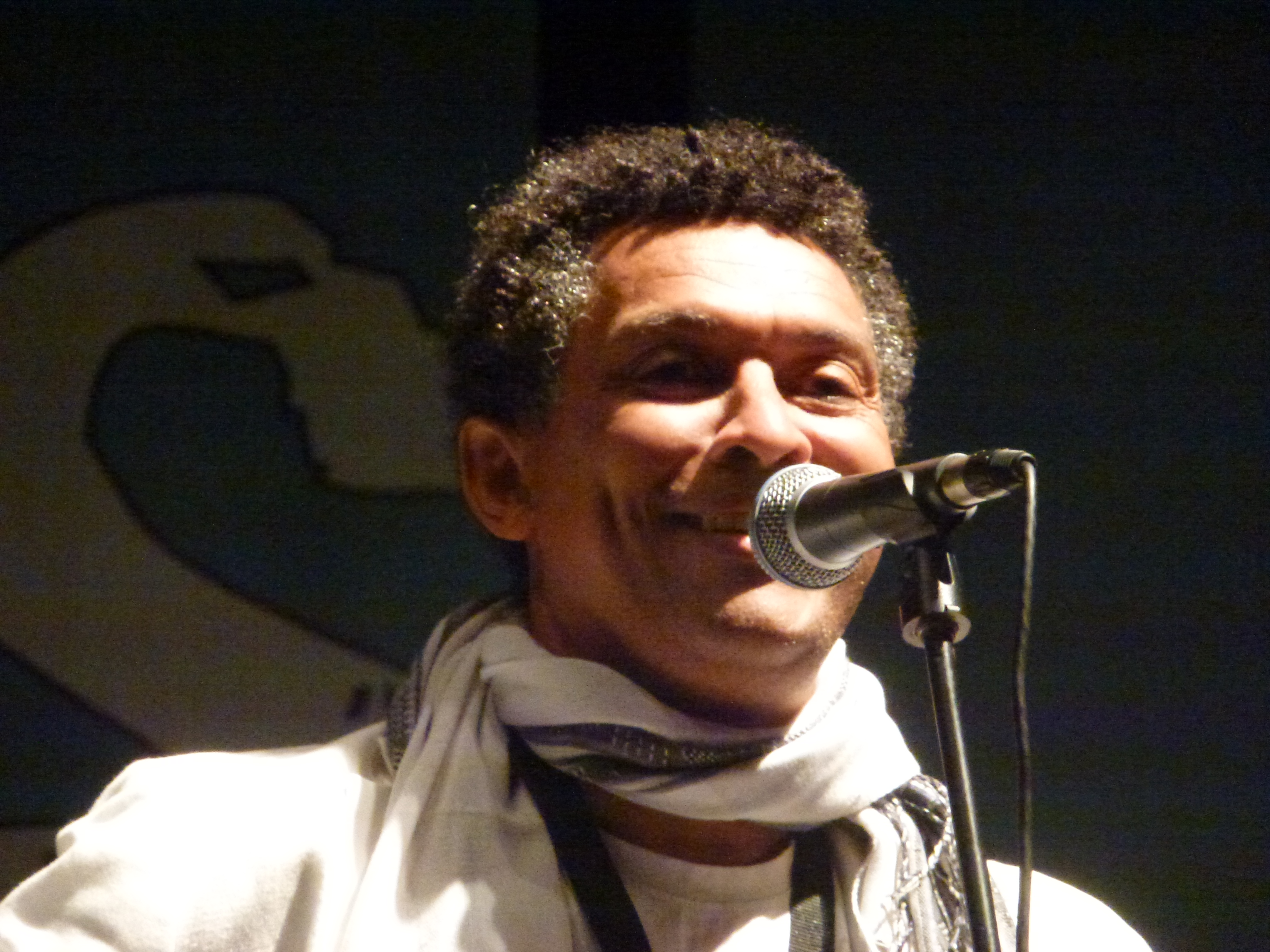
Mario Lucio beim FMM Festival das Musicas do Mundo in Sines Portugal 2011

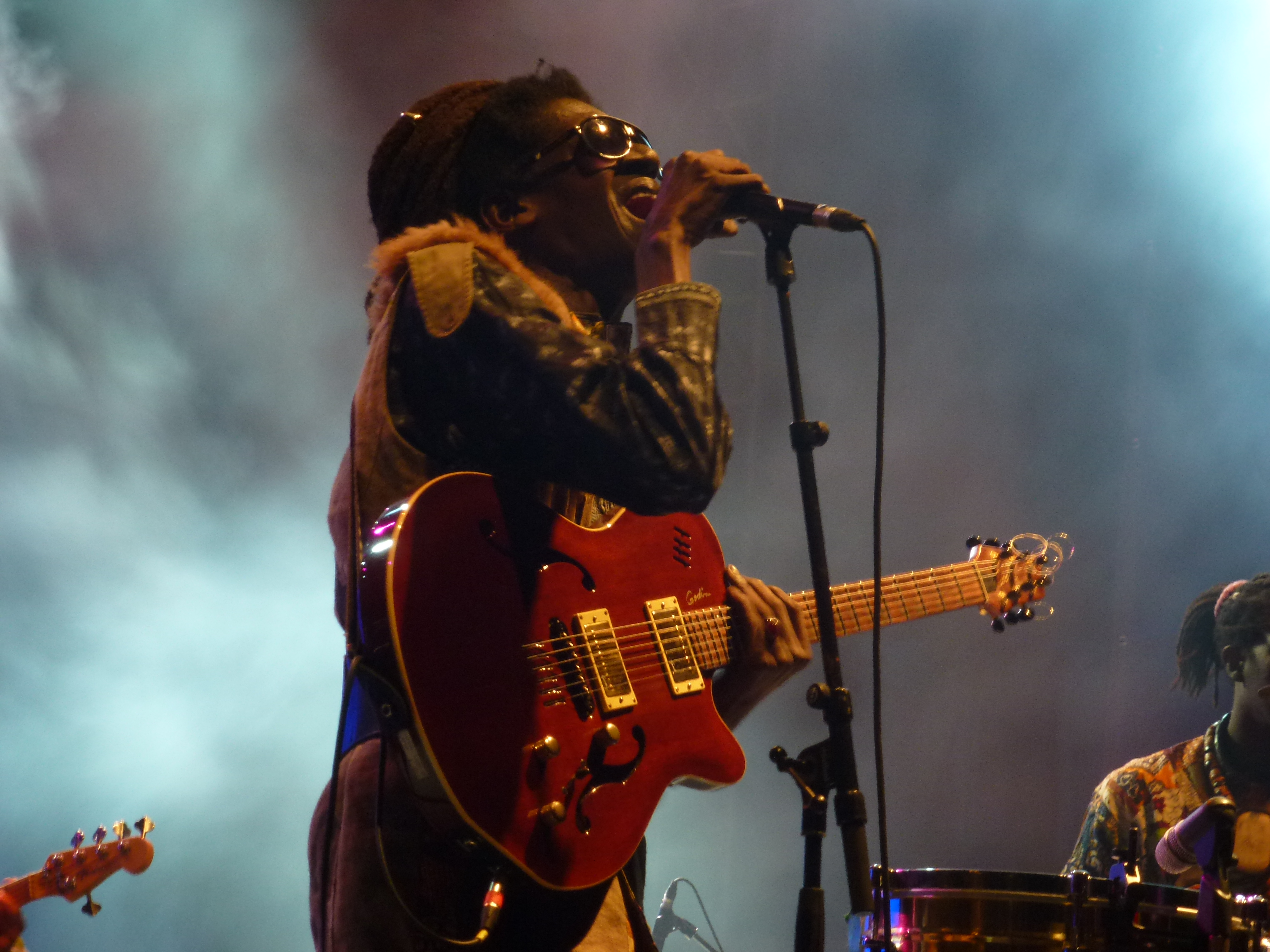
Cheik Lô beim FMM Festival das Musicas do Mundo in Sines Portugal 2011

Auftritte auf vier Bühnen mit 80.000 bis 90.000 Zuschauern
- Cheikh Lô (Senegal)
- Mário Lúcio (Kapverden)
- Aduf (Portugal)
- António Zambujo (Portugal)
- Le Trio Joubran (Palästina)
- Secret Chiefs 3 (USA)
- António Chainho (Portugal)
- Mamer (China)
- Berrogüetto (Galicien)
- Congotronics (DR Kongo/USA/Argentinien)
- Lúisa Maita (Brasilien)
- De Tangos Y Jaleos (Spanien)
- Ebo Taylor & Afrobeat Academy (Ghana)
- Mercedes Peón (Galicien)
- Rakia (Portugal)
- Manou Gallo & Women Band (Elfenbeinküste/Belgien)
- Mama Rosin (Schweiz)
- Mikado Lab (Portugal)
- Shunsuke Kimura x Etsuro Ono (Japan)
- Graveola e o Lixo Polifônico (Brasilien)
- Apsilies (Griechenland)
- Vishwa Mohan Bhatt (Indien)
- Nomfusi (Südafrika)
- Tuba Project feat. Bob Stewart (Rumänien/USA)
- L.U.M.E. (Portugal)
- Ayarkhaan (Russland)
- Marchand vs Burger (Frankreich)
- Dissidenten (Deutschland)
- Aziz Sahmaoui & University of Gnawa (Marokko/Senegal)
- CaBaCe (Portugal)
- Nathalie Natiembé (Réunion/Frankreich)
- Sly & Robbie feat. Junior Reid (Jamaika)
- Kumpania Algazarra (Portugal)

### 19. bis 28. Juli 2012
Auftritte auf vier Bühnen mit 80.000 bis 90.000 Zuschauern

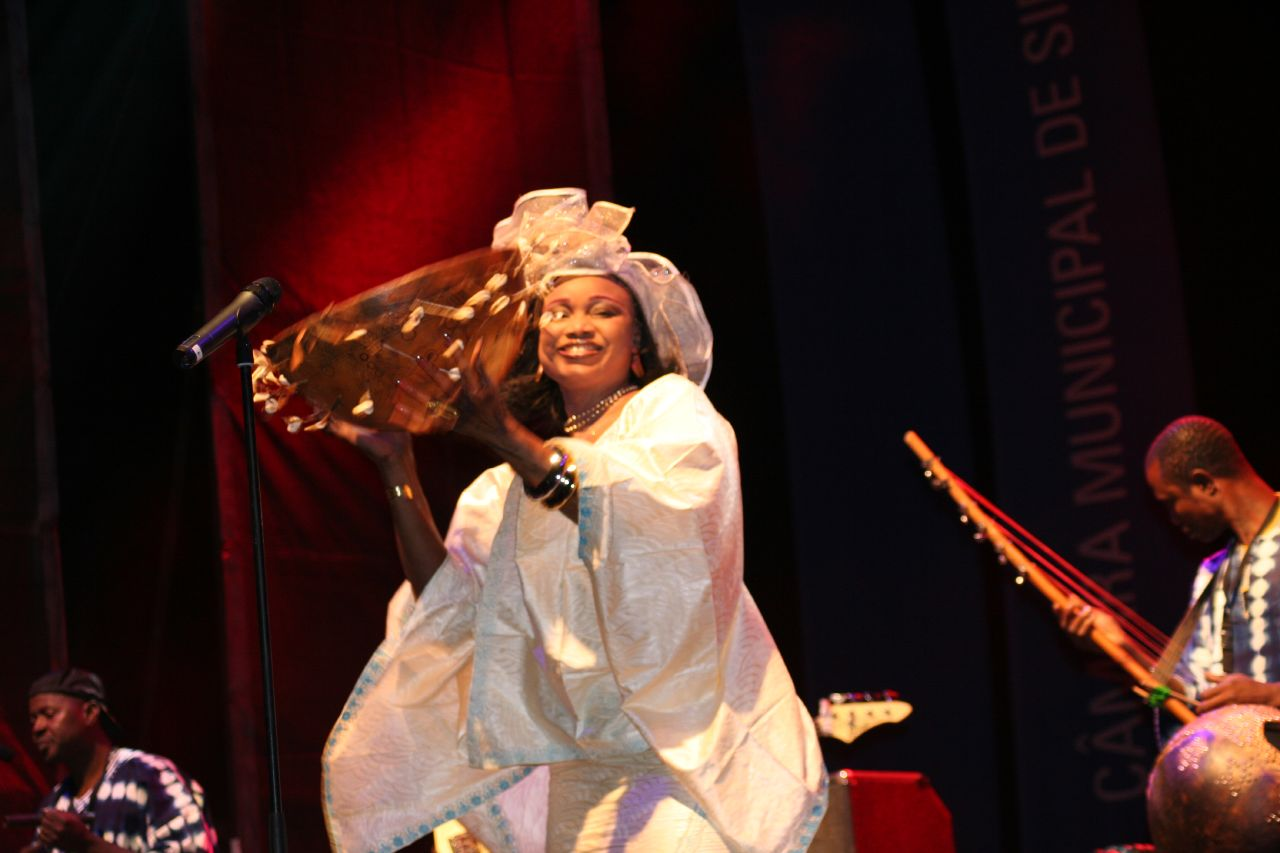
Oumou Sangaré beim FMM in Sines

- Amélia Muge & Michales Loukovikas „Periplus“ (Portugal/Griechenland)
- Narasirato (Salomon-Inseln)
- Otis Taylor Band (USA)
- Bombino (Niger)
- Osso Vaidoso (Portugal)
- AL-Madar (Libanon/USA)
- L’Enfance Rouge & Lotfi Bouchnak (Frankreich/Tunesien)
- Frigg (Finnland)
- Clorofila & Los Mezaleros de la Sierra (Mexiko)
- Dead Combo feat. Marc Ribot (Portugal/USA)
- Oumou Sangaré & Béla Fleck (Mali/USA)
- Marc Ribot y los Cubanos Postizos (USA)
- Imperial Tiger Orchestra & Hamelmal Abate (Schweiz/Äthiopien)
- Shangaan Electro (Südafrika)
- Jessika Kenney & Eyvind Kang (USA)
- Ensemble Notte Della Tranta (Italien)
- Bilan (Kapverden)
- Couple Coffee (Portugal/Brasilien)
- Dubioza Kolektiv (Bosnien-Herzegowina)
- Astillero (Argentinien)
- Fatoumata Diawara (Mali)
- Staff Benda Bilili (DR Kongo)
- Uxu Kalhus (Portugal)
- Diabo a Sete (Portugal)
- Kouyaté-Neerman (Frankreich/Mali)
- Dhafer Youssef Quartet (Tunesien)
- Mari Boine (Norwegen)
- Zita Swoon Group (Belgien/Burkina Faso)
- Juju (Gambia/Großbritannien)
- Orquestra Todos (Portugal)
- Socalled (Kanada)
- Hugh Masekela (Südafrika)
- Tony Allen’s „Black Series“ Feat. Amp Fiddler (Nigeria/USA)
- Jupiter & Okwess International (DR Kongo)
- Lirinha (Brasilien)

### 18. bis 27. Juli 2013

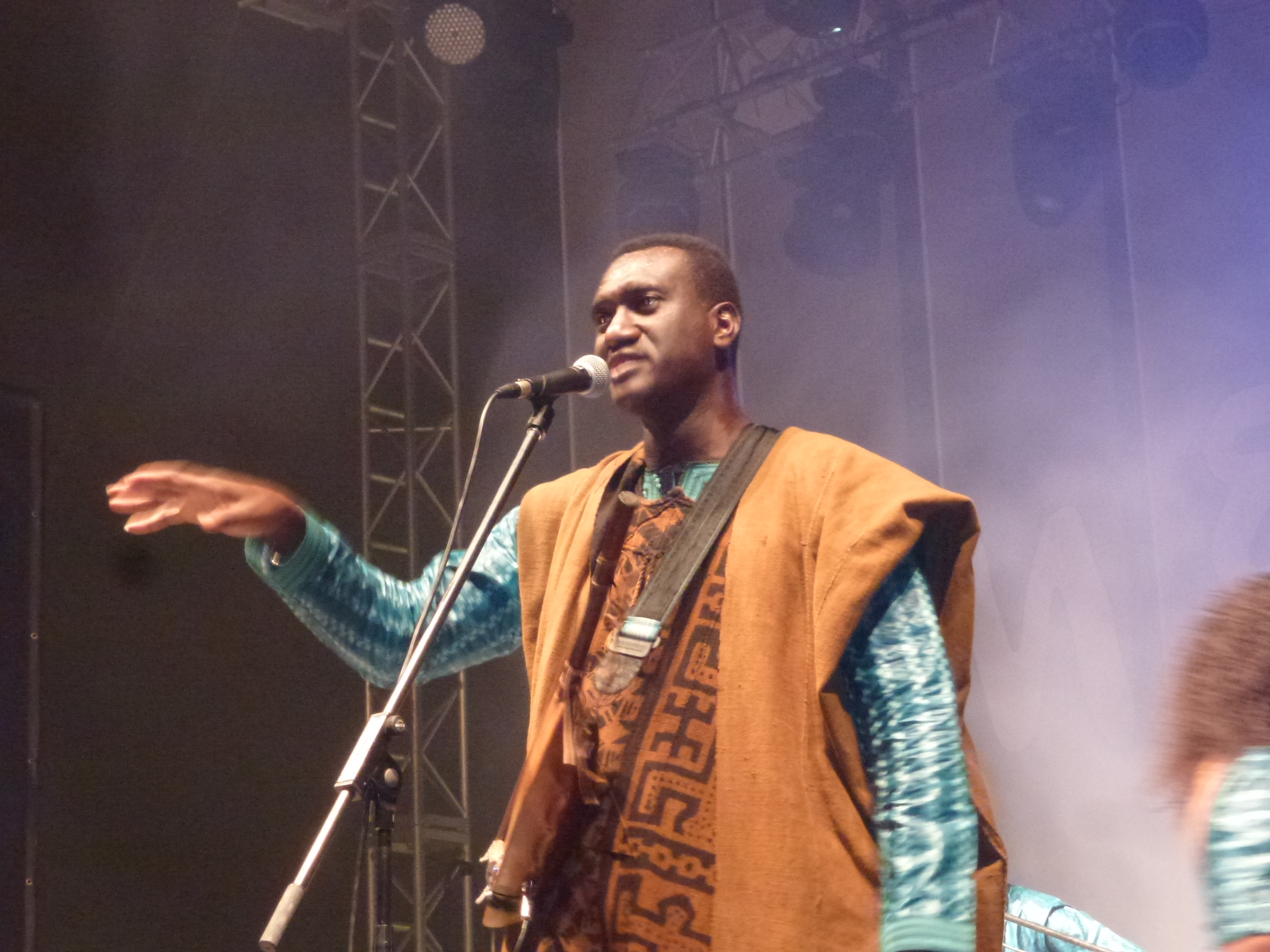
Bassekou Kouyaté beim FMM in Sines

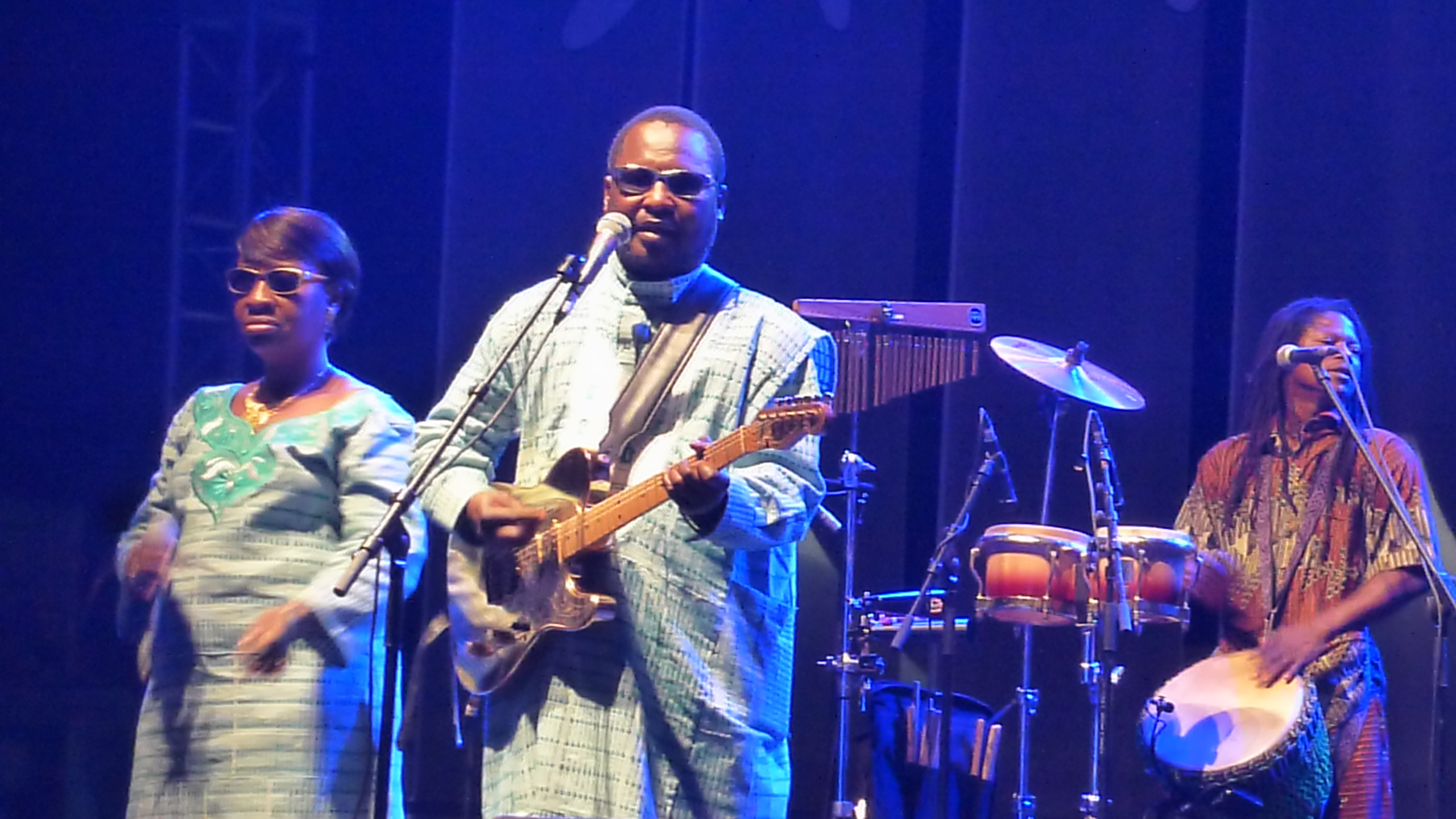
Amadou and Mariam beim FMM in Sines

Auftritte auf drei Bühnen mit 90.000 bis 100.000 Zuschauern
- Custódio Castelo (Portugal)
- Bassekou Kouyaté & Ngoni Ba (Mali)
- Hazmat Modine (USA)
- Amadou & Mariam (Mali)
- Cabruêra (Brasilien)
- Celina da Piedade (Portugal)
- Barbez (USA)
- Lo’Jo (Frankreich)
- Baloji (Republik Kongo/Belgien)
- Dubioza Kolektiv (Bosnien-Herzegowina)
- Reijseger Fraanje Sylla (Niederlande/Senegal)
- JP Simões (Portugal)
- DakhaBrakha (Ukraine)
- Hermeto Pascoal (Brasilien)
- Batida (Portugal / Angola)
- Jon Luz (Kapverden)
- Mari Kvien Brunvoll (Norwegen)
- Sílvia Pérez Cruz (Spanien)
- Aline Frazão (Angola/Portugal)
- Orquestra Locomotiva (Portugal)
- MU (Portugal)
- Tcheka (Kapverden)
- Hassan El Gadiri & Trance Mission (Marokko/Belgien/Portugal)
- Nathalie Natiembé (Réunion)
- O Carro de Fogo de Sei Miguel (Portugal)
- Extremadura Territorio Flamenco (Spanien)
- Imidiwan (Portugal/Mali)
- Carlos Bica „Azul“, mit Frank Möbus und Jim Black (Portugal/USA)
- Rokia Traoré (Mali)
- Asif Ali Khan & Party (Pakistan)
- Ondatrópica (Kolumbien)
- Gaiteiros de Lisboa (Portugal)
- Winston McAnuff & Fixi (Jamaika)
- Tigran Hamasyan – Solo (Armenien)
- Rachid Taha (Algerien/Frankreich)
- Shibusa Shirazu Orchestra (Japan)
- Bomba Estéreo (Kolumbien)
- Cristina Branco (Portugal)
- DaWangGang (China)
- Tamikrest (Mali)
- Akua Naru (USA/Deutschland)
- Femi Kuti & The Positive Force (Nigeria)
- Skip & Die (Südafrika/Niederlande)

### 18. bis 26. Juli 2014

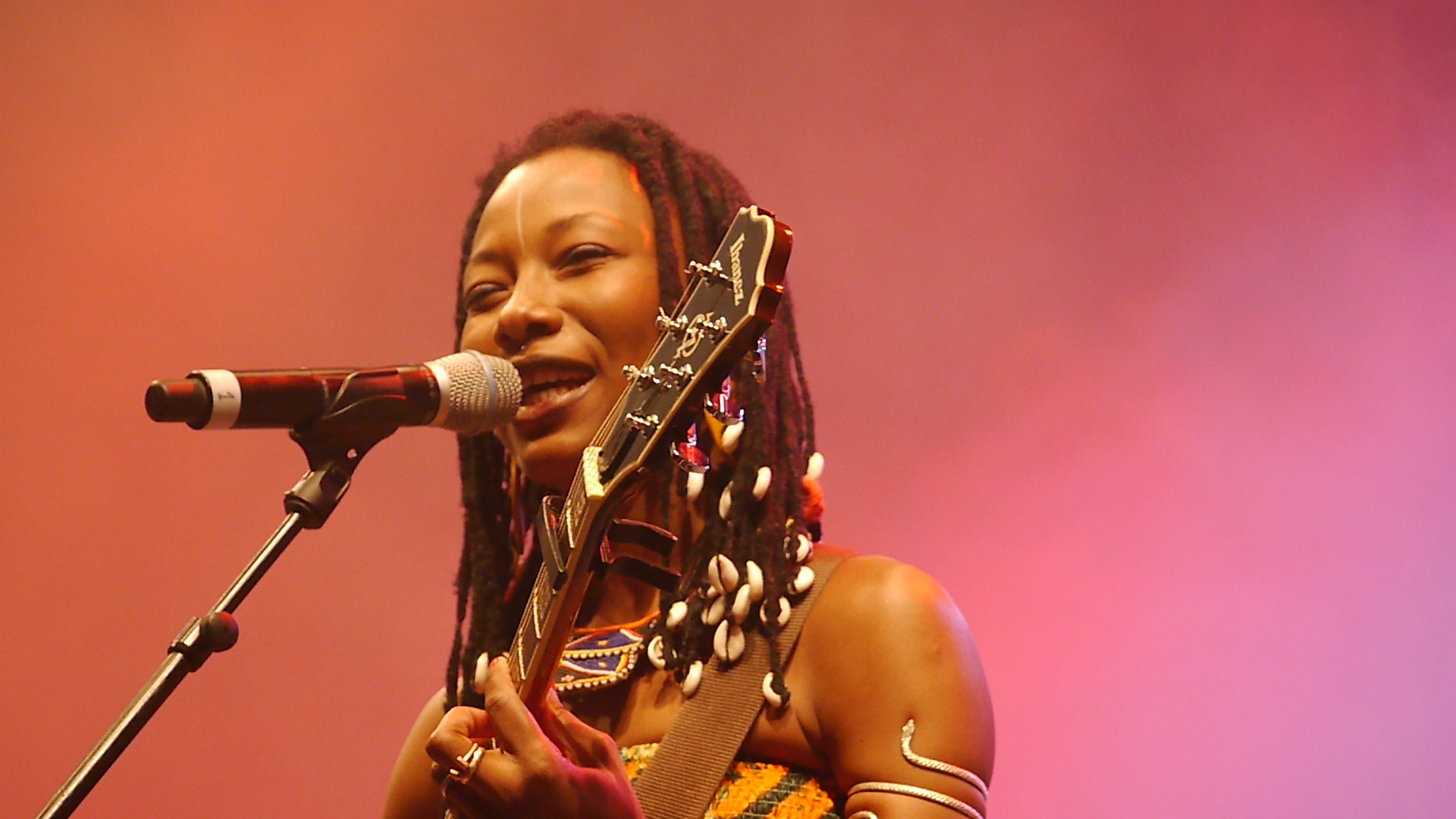
Fatoumata Diawara beim FMM in Sines 2014

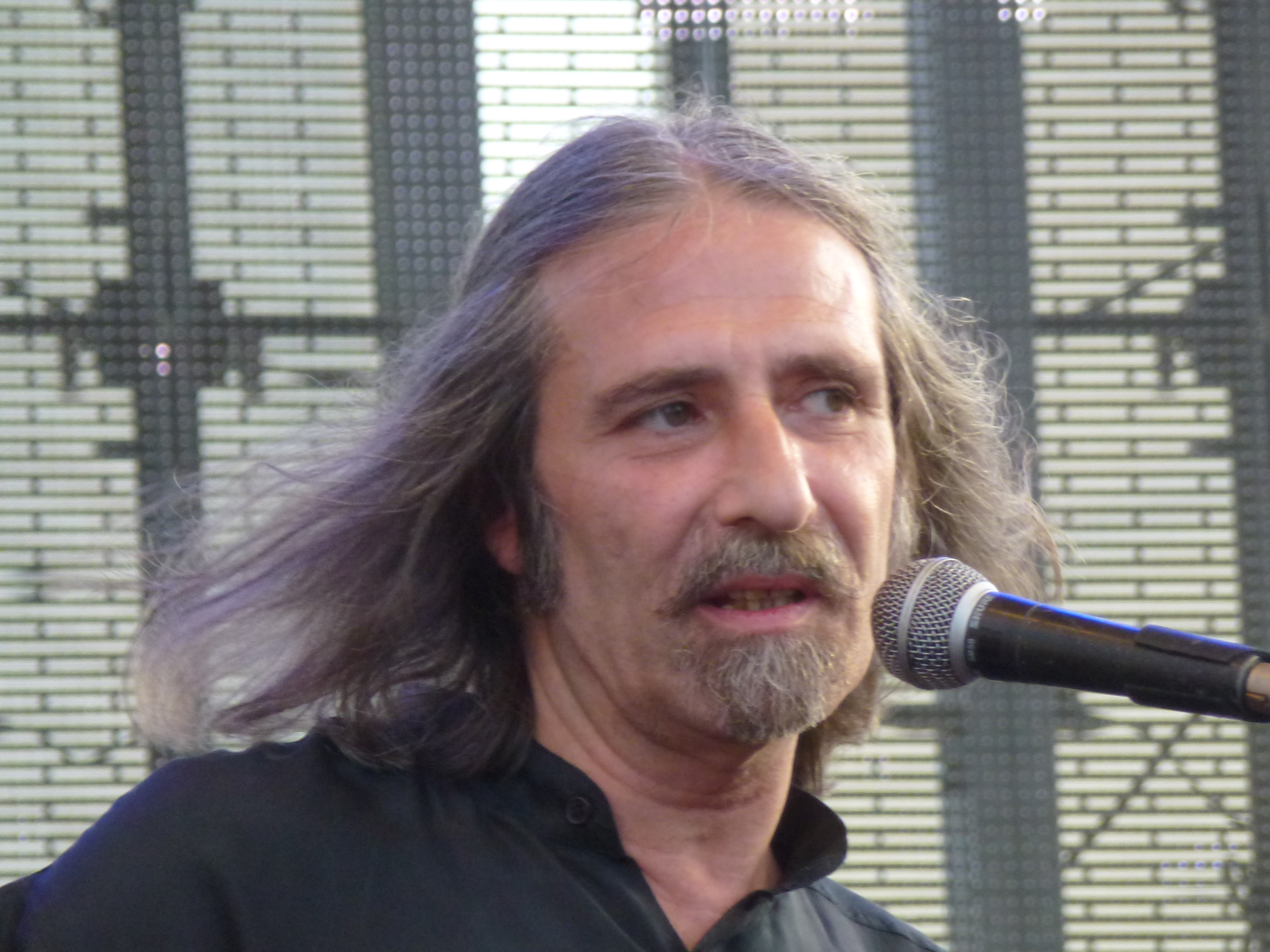
Julio Pereira beim FMM in Sines 2014

Auftritte auf drei Bühnen (in Sines und Porto Covo) mit 90.000 bis 100.000 Zuschauern
- Jaipur Maharaja Brass Band (Indien)
- Custódio Castelo & Shina (Portugal/Frankreich)
- KrisMenn / AleM (Großbritannien/Frankreich)
- Bachu Khan (Indien)
- Istiklal Trio (Israel)
- Kayhan Kalhor & Erdal Erzincan (Iran/Türkei)
- Teta (Madagaskar)
- Karolina Cicha & Bart Palyga (Polen)
- Selma Uamusse (Mosambik)
- Cimarrón (Kolumbien)
- Ai! (Portugal)
- Astrakan Project (Großbritannien/Frankreich)
- Colin Stetson (USA/Kanada)
- Mudiyett (Indien)
- Zé Perdigão “Sons Ibéricos” (Portugal)
- Mamani Keita (Mali)
- La Yegros (Argentinien)
- Debademba (Burkina Faso/Mali)
- África Negra (Sao Tomé und Príncipe)
- Ajinai (China)
- Ibrahim Maalouf „Illusions“ (Libanon/Frankreich)
- Mamar Kassey (Niger)
- Jambinai (Südkorea)
- Jungle By Night (Niederlande)
- Galandum Galundaina (Portugal)
- Arreola+Carballo (Mexiko)
- Mulatu Astatke (Äthiopien)
- Nástio Mosquito (Angola)
- Mélissa Laveaux (Kanada/Haiti)
- Meridian Brothers (Kolumbien)
- Niladri Kumar (Indien)
- Júlio Pereira (Portugal)
- Mohammad Reza Mortazavi (Iran)
- Gisela João (Portugal)
- Tigran (Armenien/USA)
- Anthony Joseph (Trinidad und Tobago)
- Mó Kalamity & The Wizards (Kapverden/Frankreich)
- ShazaLaKazoo (Serbien)
- The Soaked Lamb (Portugal)
- Smadj „Fuck the DJ“ (Tunesien/Frankreich/Marokko/Südafrika)
- Fatoumata Diawara & Roberto Fonseca (Mali/Kuba)
- Angélique Kidjo (Benin)
- Balkan Beat Box (Israel/USA)
- Jagwa Music (Tansania)
- Acid Arab (Frankreich)

### 16. bis 26. Juli 2015
Auftritte auf drei Bühnen mit 90.000 bis 100.000 Zuschauern
in Sines und Porto Covo
- Toumani Diabaté &  Sidiki Diabaté
- Salif Keita

u. a. m.

### 22. bis 30. Juli 2016
Auftritte auf drei Bühnen mit 90.000 bis 100.000 Zuschauern
in Sines und Porto Covo
- Billy Bragg
- Pat Thomas
- Juana Molina

u. a. m.

### 20. bis 29. Juli 2017
Auftritte auf drei Bühnen mit 90.000 bis 100.000 Zuschauern
in Sines und Porto Covo
- Richard Bona
- Lura
- Fatoumata Diawara & Hindi Zahra
- Christina Branco
- Waldemar Bastos

u. a. m.

### 18. bis 28. Juli 2018

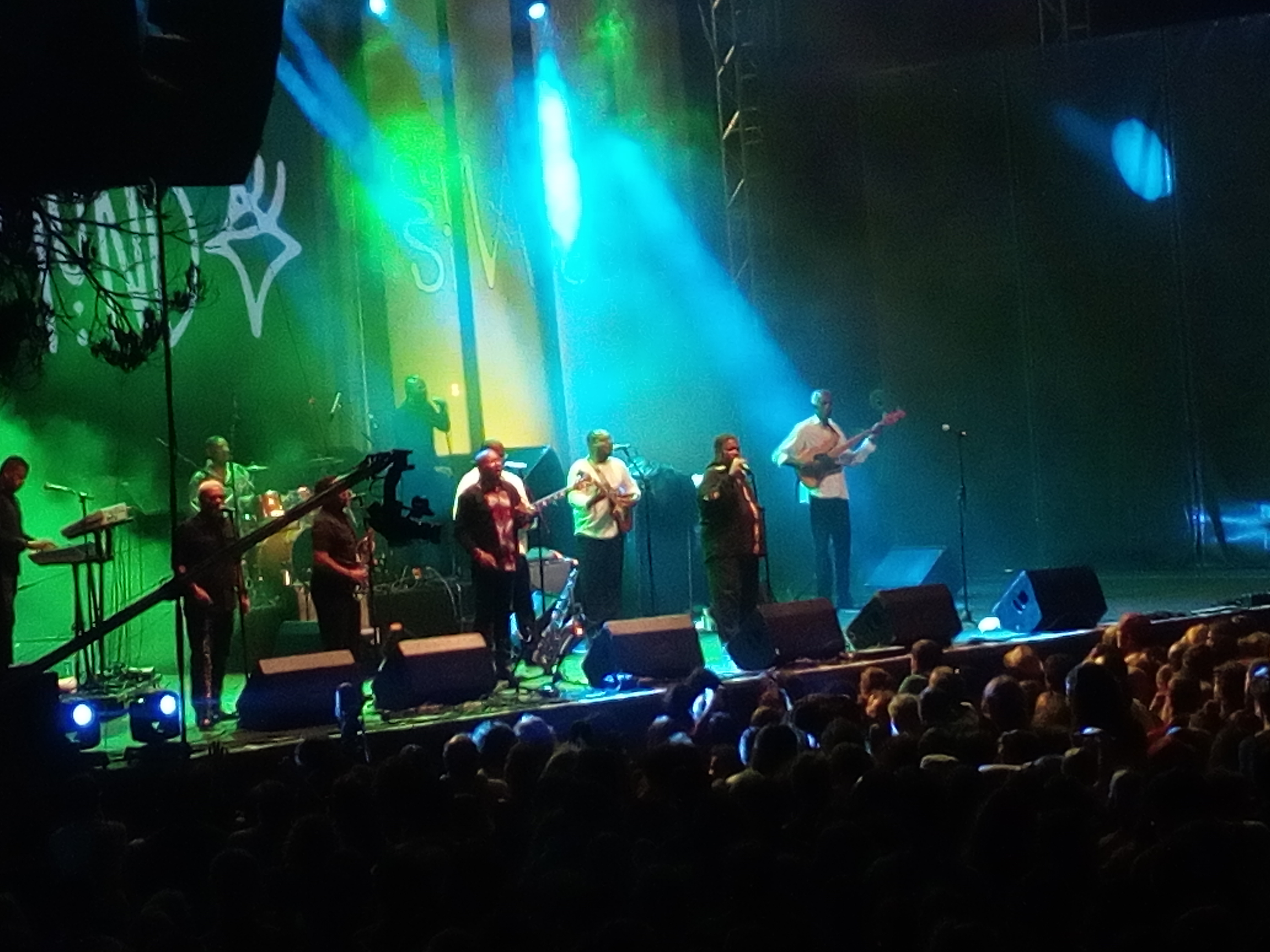
Bulimundo beim FMM in Sines 2018

20 Jahre Jubiläum – Auftritte auf drei Bühnen mit ca. 120.000 Zuschauern
in Sines und Porto Covo
- Kroke
- Sara Tavares
- Vieux Farka Touré
- Bulimundo
- Kimmo Pohjonen

u. a. m.